# بير عبيد (صنعاء)

تعديل مصدري - تعديل

حي بير عبيد أحد أحياء مديرية السبعين في محافظة أمانة العاصمة اليمنية. بلغ عدد سكانه 19102 نسمة حسب التعداد السكاني في اليمن لعام 2004.

## الحارات
| الحارة                | عدد المساكن | عدد الأسر | الذكور | الأناث | الإجمالي |
| --------------------- | ----------- | --------- | ------ | ------ | -------- |
| حارة المجد الجنوبية   | 561         | 554       | 2066   | 1822   | 3888     |
| حارة مسجد النور       | 854         | 838       | 3074   | 2480   | 5554     |
| حارة المجد الشمالية   | 159         | 154       | 567    | 528    | 1095     |
| حارة شرقي دار الرعاية | 684         | 666       | 2700   | 2243   | 4943     |
| حارة بير عبيد         | 525         | 500       | 1963   | 1659   | 3622     |
| الإجمالي              | 2783        | 2712      | 10370  | 8732   | 19102    |